# Seis días de Madrid
Los Seis días de Madrid era una carrera de ciclismo en pista, de la modalidad de Carrera de seis días, que se disputaba en el Palacio de Deportes de la Comunidad de Madrid, en Madrid. Se disputaron 14 ediciones de 1960 a 1986.

## Palmarés
| Año       | Ganadores                                      | Segundos                                 | Terceros                                     |
| --------- | ---------------------------------------------- | ---------------------------------------- | -------------------------------------------- |
| 1960      | Ronald Murray John Tressider                   | Miguel Poblet Luis Peñalver Escribano    | Raymond Impanis Edgard Sorgeloos             |
| 1961      | Oscar Plattner Armin von Büren                 | Jorge Bátiz Miguel Poblet                | Leandro Faggin Giuseppe Ogna                 |
| 1962      | Miguel Bover Miguel Poblet                     | Leandro Faggin Ferdinando Terruzzi       | Tom Simpson John Tressider                   |
| 1963      | Joseph De Bakker Rik Van Steenbergen           | Jorge Bátiz Guillem Timoner              | Julio San Emeterio Francisco Tortellà        |
| 1964      | Federico Martín Bahamontes Rik Van Steenbergen | Francisco Tortellà Guillermo Timoner     | Willy Altig Klaus Bugdahl                    |
| 1965      | Romain De Loof Rik Van Steenbergen             | Francisco Tortellà José María Errandonea | Lucien Gillen Rafael Carrasco                |
| 1966      | Walter Godefroot Emile Severeyns               | Giuseppe Beghetto Leandro Faggin         | José Manuel López Rodríguez Domingo Perurena |
| 1967      | Jan Janssen Gerard Koel                        | José López Rodríguez Arthur Decabooter   | Ron Baensch Sydney Patterson                 |
| 1968-1969 | ediciones no realizadas                        | ediciones no realizadas                  | ediciones no realizadas                      |
| 1970      | José López Rodríguez Domingo Perurena          | Fritz Pfenninger Alain Van Lancker       | Jan Janssen Gerard Koel                      |
| 1971-1980 | ediciones no realizadas                        | ediciones no realizadas                  | ediciones no realizadas                      |
| 1981      | Donald Allan Faustino Rupérez                  | Miguel María Lasa Wilfried Peffgen       | Willy Debosscher Constant Tourné             |
| 1982      | Gert Frank Avelino Perea                       | Jan Raas Leo van Vliet                   | Noël Dejonckheere Josef Kristen              |
| 1983      | René Pijnen Enrique Martínez Heredia           | Joop Zoetemelk Günther Schumacher        | Willy Debosscher Patrick Moerlen             |
| 1984-1985 | ediciones no realizadas                        | ediciones no realizadas                  | ediciones no realizadas                      |
| 1986 (1)  | Gerrie Knetemann José Luis Navarro             | Pierangelo Bincoletto Bruno Vicino       | Alain Bondue Peter Pieters                   |
| 1986 (2)  | Roman Hermann Sigmund Hermann                  | René Pijnen Pello Ruiz Cabestany         | Constant Tourné Etienne De Wilde             |